# Valeriu Cotea
Valeriu D. Cotea (n. 11 mai 1926, sat Călimanu, com. Vidra, Județul Putna (interbelic) (astăzi județul Vrancea) – d. 21 aprilie 2016, Iași) a fost un oenolog român, fondator al oenologiei moderne românești. A fost membru titular al Academiei Române, profesor la Facultatea de Horticultură din Iași și reprezentant al României la Oficiul Internațional al Viei și Vinului (OIV) timp de peste 20 de ani. Este recunoscut pentru contribuțiile sale științifice, în special prin lucrarea sa monumentală Tratat de Oenologie (2 volume), premiată de OIV și apreciată pe plan internațional.

## Biografie
Valeriu D. Cotea s-a născut la 11 mai 1926 în satul Călimanu, comuna Vidra, județul Vrancea, ca al cincilea fiu dintre cei șapte băieți ai familiei de țărani Dumitrache și Ancuța Cotea. A absolvit școala primară în comuna natală, apoi a urmat Școala Normală în Focșani, Târgu Jiu, București și Bacău, finalizând-o în 1945. În 1946, după examene de diferență, a fost declarat absolvent al Liceului „Sfinții Petru și Pavel” din Ploiești. În 1947, a fost admis la Facultatea de Agronomie din Iași, obținând diploma de inginer agronom în 1951.
Încă din anul IV de studii, Cotea a fost numit preparator la disciplina Cultura Plantelor la Facultatea de Științe Economice din Iași. După absolvire, în 1951, a fost încadrat ca asistent la disciplinele de Viticultură și Vinificație de la Facultatea de Horticultură din Iași, parcurgând toate treptele universitare: asistent (1951–1959), șef de lucrări (1959–1963), conferențiar (1963–1970), profesor (1970–1998) și, ulterior, profesor consultant (din 1998). În 1965, a obținut titlul de doctor în agronomie, specializarea viticultură și oenologie, cu teza Studiul principalelor tipuri de vinuri din podgoriile Moldovei, cu privire specială la standardizarea lor, realizată sub îndrumarea academicianului Gherasim Constantinescu.
A ocupat funcții de conducere, fiind șef de catedră între 1968–1984 și 1990–1992, și decan al Facultății de Horticultură în perioadele 1972–1974 și 1984–1986. Timp de peste 20 de ani (1976–2000), a reprezentat România la Oficiul Internațional al Viei și Vinului (OIV) din Paris, unde a ocupat poziții precum vicepreședinte al OIV (1977–1979), președinte al Grupului de Experți „Tehnologia Vinului” (1989–1991) și președinte al Comisiei de Oenologie.
A fost membru titular al Academiei Române din 1993 și președinte al Secției de Științe Agricole și Silvice a Academiei. De asemenea, a fost membru corespondent al Academiei Internaționale a Vinului (din 1998), al Academiei Italiene della Vite e del Vino (din 1986) și al Academie Suisse du Vin (din 1987). A înființat și condus Centrul de Cercetări pentru Oenologie de pe lângă Academia Română, cu sediul la Iași.
Valeriu D. Cotea a murit la 21 aprilie 2016, la Spitalul Clinic Județean de Urgență „Sf. Spiridon” Iași, în urma unui stop cardiorespirator. A fost înmormântat pe 23 aprilie 2016 în Cimitirul Eternitatea din Iași, cu gardă de onoare.

## Studii
Valeriu D. Cotea a absolvit școala primară în comuna natală Vidra, apoi a urmat Școala Normală în Focșani, Târgu Jiu și Bacău (1937–1945). A absolvit Liceul „Sfinții Petru și Pavel” din Ploiești în 1946, după examene de diferență. În 1947, a fost admis la Facultatea de Agronomie din Iași, pe care a absolvit-o în 1951. În 1965, a obținut titlul de doctor în agronomie la București, cu teza coordonată de Gherasim Constantinescu.
A efectuat specializări în oenologie în Ungaria (1963) și Franța (1973), colaborând cu școli de profil din Narbonne, Bordeaux, Montpellier, Dijon, Berlin, Geissenheim, Neustadt, Piacenza, Asti, Porto și Lisabona.

## Activitate științifică
Valeriu D. Cotea a fost un pionier al oenologiei moderne românești, contribuind la îmbinarea tradiției viticole cu noile cuceriri ale științei. A publicat peste 200 de lucrări științifice și alte 200 de recenzii, cronici, biografii și prefețe, abordând aproape toate domeniile oenologiei. Lucrarea sa de referință, Tratat de Oenologie (vol. I și II, 1985, 1989), premiată de OIV, a fost apreciată internațional ca o operă monumentală, comparată cu tratatele de oenologie franceze, germane și italiene.
A fondat Centrul de Cercetări pentru Oenologie al Academiei Române din Iași, unde a coordonat studii fundamentale, inclusiv cercetări asupra indicilor oenologici (corelații între gradul alcoolic, aciditate, indicele gluco-acidic, raportul glucoză-fructoză), variația componentelor (zahăr, acid tartric, acid malic, glicerol, pH, capacitate tampon) și a componentelor nocive (hidroxilmetilfurfural, plumb, radioactivitate). A inițiat metode noi de analiză a vinurilor, utilizând tehnici cromatografice, spectrofotometrice și cu trasori radioactivi, metode adoptate de OIV.
A contribuit la standardizarea vinurilor din podgoriile Moldovei (Cotnari, Iași, Huși, Nicorești, Panciu, Dealul Bujorului, Colinele Tutovei, Zeletin), definind tipurile de vin în funcție de biotop, soi și tehnologie. A realizat studii ample asupra podgoriei Cotnari, publicând peste 30 de lucrări despre ecosistemul, tehnologia de vinificare, maturare și stabilizare a vinurilor, îmbinând tradițiile cu metode moderne. A revitalizat vinuri precum Uricani și Busuioacă de Bohotin, înscriind后者 în catalogul mondial al vinurilor licoroase.
Ca profesor, a amenajat câmpuri didactice-experimentale, colecții ampelografice, o stație pilot de vinificație și laboratoare de analize, inclusiv prin conectarea hrubelor Kogălniceanu și Adamachi. A fost conducător de doctoranzi din 1973, formând o școală oenologică recunoscută internațional.
A fost activ în OIV, contribuind la publicații precum Recueil des méthodes internationales d’analyse des vins et des moûts și Code International des Pratiques Oenologiques. A condus reuniuni științifice internaționale la Roma, Madrid, San Francisco, Cape Town și Teheran, fiind recunoscut ca un reprezentant de elită al oenologiei românești.

## Lucrări publicate
- Enologie (1982).
- Tratat de Oenologie. I. Vinificația și biochimia vinului. II. Limpezirea, stabilizarea și îmbutelierea vinului (2 vol., 1985, 1989).
- Podgoriile și vinurile României (2000).
- Profiluri în timp (2002).
- Omagiu înaintașilor (2002).
- Vidra – poarta Vrancei (2003).
- Podgoria Cotnari (monografie, 2006).

## Alte contribuții
Valeriu D. Cotea a inițiat simpozioane anuale în cadrul „Zilelor Academice Ieșene” pentru omagierea înaintașilor științei agricole românești, publicând lucrarea anuală Omagiu înaintașilor în colaborare cu Universitatea Agronomică din Iași. A scris și o carte de memorii, Fragmente de viață, apreciată ca un eveniment literar.

## Titluri științifice
- Membru al colectivului de redacție al Buletinului Institutului de Cercetare pentru Viticultură și Vinificație.
- Membru în Consiliul de conducere al revistei Horticultura.
- Membru al Comitetului științific al Revista di Viticultura e di Oenologia din Conegliano, Italia.
- Membru al Comitetului Asociației Oamenilor de Știință – Filiala Iași.
- Președinte al Comisiei de Oenologie din cadrul Oficiului Național al Viei și Vinului.
- Vicepreședinte al OIV (1977–1979).
- Președinte al Grupului de Experți „Tehnologia Vinului” din cadrul OIV (1989–1991).
- Președinte al Comisiei de Oenologie din cadrul OIV (1991–2016).
- Membru expert al „American Society for Enology and Viticulture”.
- Membru de onoare al „Jugoslavenski Vinogradasko-Vinarsko”.
- Membru al „Groupe International Polyfenols”.
- Membru corespondent (1970) și membru plin (1990) al Academiei de Științe Agricole și Silvice.
- Membru corespondent al Academiei Italiene della Vite e del Vino (1986).
- Membru corespondent al Academie Suisse du Vin (1987).
- Membru corespondent al Academie Internationale du Vin (1988).
- Membru corespondent al Academiei Române (1990) și membru titular din 7 septembrie 1993.
- Președinte al Secției de Științe Agricole și Silvice a Academiei Române (din 1993).
- Membru al Consiliului Național de Acordare a Titlurilor, Diplomelor și Certificatelor Universitare (CNATDC), președinte al Comisiei de Agricultură și Silvicultură.
- Doctor Honoris Causa al Universității din Oradea (1998).

## Premii
- 1982 – Laureat al Premiului O.I.V.
- 1989 – Laureat al Premiului O.I.V.
- 2000 – Laureat al Premiului O.I.V.
- 2000 – Premiul COPYRO.
- 2001 – Premiul Vasile Pogor.
- Spania – Confrade de Merito.
- Franța – Medalia orașului Arbois.
- Argentina – Pionero de la Vitivinicultura Mundial.
- Franța – Meritul Agricol în grad de Cavaler.

## Alte distincții
- Ordinul Muncii clasa a III-a (16 decembrie 1972) „pentru merite deosebite în opera de construire a socialismului, cu prilejul aniversării a 25 de ani de la proclamarea Republicii”[7]
- Cetățean de onoare al orașului Focșani
- Diplomă de onoare a județului Vrancea
- Diplomă de onoare a orașului Panciu
- Diplomă de onoare a Societății Horticultorilor din România
- Diplomă de Onoare a Societății Române de Radiodifuziune
- Diplomă de excelență a S.C. Veritas Panciu S.A.
- Diplomă de onoare a Universității din Oradea
- Diplomă de excelență a Facultății de Horticultură Iași
- Diplomă de excelență a Facultății de Zootehnie Iași
- Diplomă de onoare a Facultății de Medicină Veterinară Iași